# Pierre Marcellin Rouveure
Pour les articles homonymes, voir Rouveure.
Pierre Marcellin Rouveure, né le 27 avril 1807 à Annonay (Ardèche) et mort le 13 octobre 1889 à Annonay, est un homme politique français.

## Biographie
Mégissier à Annonay, il est maire d'Annonay en 1836 et membre de la chambre de commerce. Il est député de l'Ardèche de 1848 à 1851 et siège à droite. Opposant à l'Empire, il démissionne de la chambre de commerce pour ne pas avoir à prêter serment. Il est de nouveau député de l'Ardèche de 1871 à 1877, siégeant au centre gauche. Il est inscrit à la réunion Feray. Il est l'un des 363 qui refusent la confiance au gouvernement de Broglie, le 16 mai 1877.

## Sources
- « Pierre Marcellin Rouveure », dans Adolphe Robert et Gaston Cougny, Dictionnaire des parlementaires français, Edgar Bourloton, 1889-1891 [détail de l’édition]